# Mull of Oa
Mull of Oa är en udde i Storbritannien.   Den ligger i kommunen Argyll and Bute och riksdelen Skottland, i den västra delen av landet, 600 km nordväst om huvudstaden London.
Terrängen inåt land är platt. Havet är nära Mull of Oa åt sydväst.  Närmaste större samhälle är Bowmore, 19,3 km norr om Mull of Oa. 